# Pilar Claudín
Pilar Claudín Pontes  (?, 1923-Ciudad de México, 2002) fue una comunista española antifranquista. 

## Trayectoria
Hija de un topógrafo, su hermano fue el dirigente comunista Fernando Claudín. La familia se trasladó a Madrid en los comienzos de la década de los años treinta. Ella tenía trece años cuando comenzó la guerra civil española, fue trasladada a Valencia y después a Barcelona. Allí se afilió a la Unión de Muchachas y a las Juventudes Socialistas Unificadas (JSU), colaborando en la retaguardia. Al acabar la guerra huyó a Francia donde estuvo en un campo de concentración con su padre, y tras ser separados, fue devuelta a España. El resto de la familia pudo exiliarse en México. Ella permaneció en España. Otros hermanos suyos fueron encarcelados. Comenzó a repartir la revista del Partido Comunista de España (PCE) Mundo Obrero.En noviembre de 1946, con dieciséis años, fue detenida en la calle de Francisco Silvela, en Madrid, en una imprenta clandestina donde se editaba la revista Mundo Obrero. Fue detenida junto a otros diecisiete camaradas.  Tras pasar por los calabozos de la Dirección General de Seguridad (DGS) fue trasladada a la cárcel de Ventas. Su expediente Sumarísimo tiene el nº 138.610.
Fue trasladada a la prisión de Segovia. En ella fue una de las presas de la huelga de hambre que se hizo en 1949. Ella fue la primera presa a la que preguntó una periodista chilena, sorprendida por su juventud. La periodista estaba haciendo una visita protocolaria. Al intervenir después de ella Mercedes Gómez Otero y ser castigada, se inició un motín del que Claudín fue considerada una de las cabecillas. En el motín y la huelga también estuvieron María Salvo, Antonia García Díaz y Josefina Amalia Villa entre otras. Compartió celda con María Salvo y Juana Doña que la recuerdan en sus memorias.
El 21 de mayo de 1953 le fue concedida la libertad condicional. Se casó con Antonio Pérez García, que acababa también de salir de la cárcel. Juntos  se trasladaron a Rumanía, Checoslovaquia y la Unión Soviética, también en Cuba, donde vivieron la invasión de bahía de Cochinos. Su destino final fue México, donde su marido, conocido como Mario Zapata, realizó trabajos para el periódico El Día y Canal 11 y fue colaborador de la revista del Partido Comunista Mexicano (PCM).Él falleció en 1980. Ella, tras su muerte, fue la editora de una compilación de sus escritos, Burgos 1940-53. Cárcel de la dictadura franquista.
Claudín murió en Ciudad de México en julio de 2002. Sus cenizas fueron trasladadas a España.

## Reconocimientos
- Mariángeles Comesaña, investigadora mexicana, escribió un libro sobre la vida de Claudín que permanece inédito.[13]
- En 2002 se le rindió homenaje junto a otros expresos de la dictadura franquista en el Teatro Líceo de Barcelona.[2]
- Es una de las nueve mujeres biografiadas por el historiador Carlos Fernández Rodríguez en su libro La lucha es tu vida. Retrato de nueve mujeres combatientes republicanas.[14]